# 鲁瓦永
鲁瓦永（法語：Royon，法語發音：[ʁwajɔ̃]）是法国上法蘭西大區加来海峡省的一个市镇，属于蒙特勒伊区。

## 地理
鲁瓦永（50°28'23"N, 1°59'33"E）面积7.49 平方千米，位于法国上法蘭西大區加来海峡省，该省份为法国北部沿海省份，西北濒北海，南至索姆省，东临北部省。
与鲁瓦永接壤的市镇（或旧市镇、城区）包括：克雷基、昂布里、弗雷桑、勒比耶、桑莱弗雷桑、托尔西。

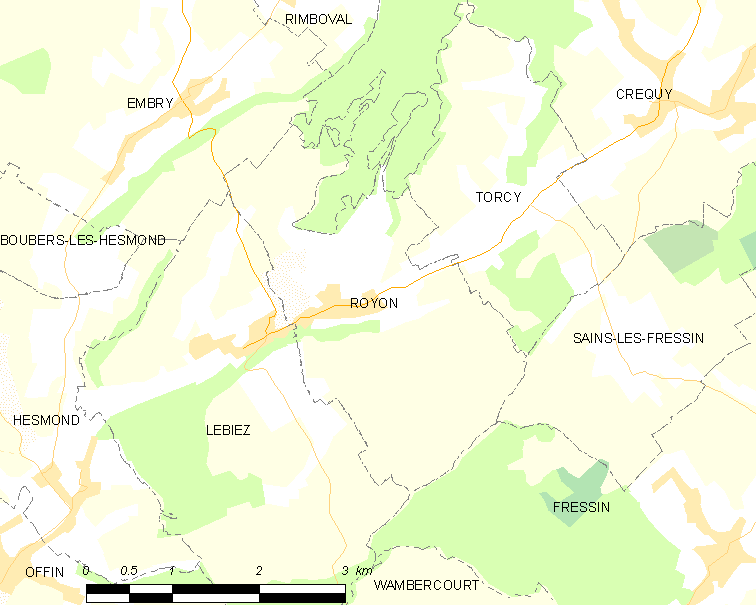
鲁瓦永的OSM定位图

鲁瓦永的时区为UTC+01:00、UTC+02:00（夏令时）。

## 行政
鲁瓦永的邮政编码为62990，INSEE市镇编码为62725。

## 政治
鲁瓦永所属的省级选区为弗吕日县。

## 人口

1962-2008年间鲁瓦永人口变化图示

鲁瓦永于2022年1月1日时的人口数量为127人。